# Greenville (Illinois)
Greenville ist eine Kleinstadt und Verwaltungssitz des Bond County im Süden des US-Bundesstaates Illinois. Im Jahre 2020 hatte Greenville 7083 Einwohner.
In Greenville befindet sich das Greenville College, ein Liberal-Arts-College, das der Free Methodist Church angegliedert ist.

## Geografie
Greenville liegt auf 38°53'22" nördlicher Breite und 89°24'13" westlicher Länge. Die Stadt erstreckt sich über eine Fläche von 13,2 km², die ausschließlich aus Landfläche besteht.
87 km südwestlich von Greenville liegt St. Louis in Missouri, wo der Mississippi River die Grenze zwischen den Bundesstaaten Illinois und Missouri bildet.
Am südlichen Stadtrand verläuft der U.S. Highway 40 und parallel zu diesem die Interstate 70 auf ihrem Weg von St. Louis nach Indianapolis. Nach der Kreuzung mit der Interstate 70 und dem Highway 40 führt die Illinois State Route 127 in das Zentrum von Greenville, wo die Illinois State Route 140 kreuzt.
Illinois’ Hauptstadt Springfield liegt 114 km im Norden. Louisville, die größte Stadt Kentuckys, befindet sich 400 km im Südosten. Iowas Hauptstadt Des Moines liegt 597 km im Nordwesten.

## Geschichte
Die Poststation von Greenville gibt es seit 1819, im Jahre 1855 wurde die Siedlung zur Stadt erhoben, der Status City wurde Greenville 1872 verliehen.
Für den Namen der Stadt gibt es eine Reihe unterschiedlicher Erklärungen. Eine Theorie besagt, dass die nach dem Unabhängigkeitskriegsgeneral Nathanael Greene benannte Stadt Greenville in North Carolina für die Namensgebung Pate stand. Eine weitere Theorie führt den frühen Siedler Thomas White an, der die Gegend "so grün und schön" empfand. Eine dritte Theorie sieht den Grund für die Namensgebung im Namen des ersten Kaufmanns der Stadt, Green P. Rice begründet.
Während der 1840er Jahre halfen eine Reihe von Bürgern des Bond County über die Underground Railroad entflohenen Sklaven aus den Südstaaten in die Freiheit. Die Sklaven kamen oft aus Missouri in das Bond County. Rev. John Leeper versteckte seine Tätigkeit für die Underground Railroad unter dem Deckmantel der von ihm betriebenen Mühle. Der als Arzt in der Nähe von Greenville praktizierende Arzt Henry Perrine half ebenfalls bei den versteckten Aktivitäten der Underground Railroad.
1855 wurde das Greenville College unter dem damaligen Namen Almira College gegründet.
1858 hielten sowohl Abraham Lincoln als auch Stephen Douglas anlässlich der Kongresswahlen Reden in Greenville.
Am 21. November 1915 kam die Freiheitsglocke auf ihrem Rückweg durch das gesamte Land von der Weltausstellung in San Francisco nach Pennsylvania auch durch Greenville. Nach dieser Fahrt blieb die Glocke fortan in Philadelphia und wurde nie wieder von dort wegbewegt.
Während der Großen Depression marschierten 500 Demonstranten am 18. April 1934 zur "Illinois Emergency Relief Commission" (Kommission für Notfürsorge von Illinois), um gegen die schleppende Weitergabe von Hilfslieferungen der Staats- und der Bundesregierung zu protestieren.
Ronald Reagan kam 1980 anlässlich des Wahlkampfes zur Präsidentschaftswahl auch nach Greenville und hielt dort auf der Straße vor dem Gerichtsgebäude eine Rede.
Als Barack Obama 2004 für einen Sitz im Senat kandidierte, kam er für einen Wahlkampfauftritt auch nach Greenville.

## Bekannte Bewohner von Greenville
- Augustana – Rockband, entstanden aus Studenten des Greenville College
- Josephine Elizabeth Burns Glasgow (1887–1969) – Mathematikerin und Hochschullehrerin. Sie war die zweite Frau, die von der University of Illinois einen Doktortitel in Mathematik erhielt.
- Job Cooper (1843–1899) – sechster Gouverneur von Colorado, geboren in Greenville
- Jars of Clay – christliche Rockband, entstanden aus Studenten des Greenville College
- Alfred Harrison Joy (1882–1973) – Astronom, Sohn des früheren Bürgermeisters und Kaufmanns F. P. Joy, geboren in Greenville
- Edwin Gerhard Krebs (1918–2009) – Biochemiker, Nobelpreisträger, lebte als Kind in Greenville
- Tom Merritt – Chefredakteur von CNET, geboren in Greenville.
- Gretchen Wilson (* 1973) – Countrysängerin, besuchte in Greenville die High School
- Howard Zahniser – Umwelt-Aktivist, besuchte das Greenville College, verfasste den Wilderness Act von 1964.

## Demografische Daten
Bei der Volkszählung im Jahre 2000 wurde eine Einwohnerzahl von 6955 ermittelt. Diese verteilten sich auf 2019 Haushalte in 1280 Familien. Die Bevölkerungsdichte lag bei 516,4/km². Es gab 2173 Gebäude, was einer Bebauungsdichte von 161,2/km² entspricht.
Die Bevölkerung bestand im Jahre 2000 aus 82,40 % Weißen, 15,44 % Afroamerikanern, 0,62 % Indianern, 0,47 % Asiaten und 0,37 % anderen. 0,69 % gaben an, von mindestens zwei dieser Gruppen abzustammen. 2,46 % der Bevölkerung bestand aus Hispanics, die verschiedenen der genannten Gruppen angehörten.
15,9 % waren unter 18 Jahren, 18,1 % zwischen 18 und 24, 32,7 % von 25 bis 44, 18,7 % von 45 bis 64 und 14,6 % 65 und älter. Das durchschnittliche Alter lag bei 34 Jahren. Auf 100 Frauen kamen statistisch 143,6 Männer, bei den über 18-Jährigen 152,5.
Das durchschnittliche Einkommen pro Haushalt betrug 35.650 USD, das durchschnittliche Familieneinkommen 45.557 USD. Das Einkommen der Männer lag durchschnittlich bei 26.105 USD, das der Frauen bei 20.889 USD. Das Pro-Kopf-Einkommen belief sich auf 17.326 USD. Rund 8,8 % der Familien und 11,8 % der Gesamtbevölkerung lagen mit ihrem Einkommen unter der Armutsgrenze.